# A.D.I.D.A.S.
A.D.I.D.A.S. è un singolo del gruppo musicale statunitense Korn, pubblicato il 4 marzo 1997 come secondo estratto dal secondo album in studio Life Is Peachy.

## Descrizione
A.D.I.D.A.S. è l'acronimo di "All Day I Dream About Sex"; il cantante Jonathan Davis ha confermato subito che si trattava proprio di una canzone dedicata alla sessualità. Il titolo è anche un omaggio alla marca tedesca di abbigliamento sportivo Adidas, di cui i Korn erano abituali indossatori nei primi anni di carriera. Nel 1998, tuttavia il gruppo prese un accordo di sponsorizzazione a sei cifre con la ditta rivale Puma.
Stephen Thomas Erlewine di AllMusic definì A.D.I.D.A.S. una «traccia cinetica funk-metal», infatti fu ritenuta a breve la migliore dell'album.

## Video musicale
A.D.I.D.A.S. è l'unico video mandato in onda dall'album Life Is Peachy. Fu diretto dal famoso regista Joseph Kahn. La trama gira attorno a un incidente automobilistico che causa la morte di tutti i membri del gruppo. La polizia e i pompieri segnano il luogo dell'incidente e quindi i corpi sono trasportati all'obitorio, dove un medico legale esamina i loro corpi. Jonathan Davis è disteso su un tavolo con la biancheria intima da donna, riferimento all'esperienza passata di Davis stesso quando lavorava in un obitorio e gli venne portato un morto e mentre lo esaminava lo trovò con la biancheria intima.

## Tracce
CD promozionale (Europa, Stati Uniti)
1. A.D.I.D.A.S. (Radio Edit) – 2:36

CD singolo (Australia)
1. A.D.I.D.A.S. (Radio Edit) – 2:36
2. Chi (Live) – 4:46
3. A.D.I.D.A.S. (Album Version) – 2:35
4. A.D.I.D.A.S. (The Wet Dream Mix) – 3:36
5. Wicked (Tear the Roof Off Mix) – 3:45 – originariamente interpretata da Ice Cube
6. A.D.I.D.A.S. (Synchro Dub) – 4:27

CD singolo (Europa – parte 1)
1. A.D.I.D.A.S. (Radio Mix) – 2:35
2. Ball Tongue (Live) – 4:56
3. Lowrider/Shoots & Ladders (Live) – 6:14

CD singolo (Europa – parte 2)
1. A.D.I.D.A.S. (Synchro Dub) – 4:28
2. A.D.I.D.A.S. (Under Pressure Mix) – 3:56
3. A.D.I.D.A.S. (The Wet Dream Mix) – 3:36
4. A.D.I.D.A.S. – 2:32
5. Wicked (Tear the Roof Off Mix) – 3:45 – originariamente interpretata da Ice Cube

CD singolo (Stati Uniti), 12" (Stati Uniti), download digitale
1. A.D.I.D.A.S. (Synchro Dub) – 4:27
2. A.D.I.D.A.S. (Under Pressure Mix) – 3:55
3. A.D.I.D.A.S. (The Wet Dream Mix) – 3:35
4. Wicked (Tear the Roof Off Mix) – 3:45 – originariamente interpretata da Ice Cube; assente nell'edizione digitale

CD singolo (Regno Unito – parte 1)
1. A.D.I.D.A.S. (Radio Edit) – 2:37
2. Chi (Live) – 4:19
3. Ball Tongue (Live) – 4:44
4. Lowrider/Shoots and Ladders (Live) – 6:13

CD singolo (Regno Unito – parte 2)
1. A.D.I.D.A.S. – 2:32
2. Faget – 5:50
3. Porno Creep – 2:01
4. Blind – 4:19

10" (Regno Unito)
- Lato A

1. A.D.I.D.A.S. (Radio Edit) – 2:36

- Lato B

1. Chi (Live) – 4:46
2. Lowrider/Shoots and Ladders (Live) – 6:14

## Formazione
Gruppo
- Jonathan Davis – voce, cornamusa, arrangiamento
- Fieldy – basso, arrangiamento
- Munky – chitarra, arrangiamento
- Head – chitarra, voce, arrangiamento
- David – batteria, arrangiamento

Altri musicisti
- Baby Nathan – voce aggiuntiva

Produzione
- Ross Robinson – produzione, registrazione, missaggio
- Chuck Johnson – ingegneria del suono, missaggio
- Richard Kaplan – missaggio
- Eddy Schreyer – mastering

## Classifiche
| Classifica (1997) | Posizione massima |
| ----------------- | ----------------- |
| Australia         | 45                |
| Regno Unito       | 22                |